# Physomerus
Physomerus, es un  género de insectos de la familia Coreidae. La especie Physomerus grossipes (Fabricius, 1794) es una seria plaga que ataca especialmente plantas de las familias  Leguminosae y Convolvulaceae.

## Ciclo vital
Las hembras depositan los huevos en el envés de las hojas. Los huevos son de color rojo oscuro o granate. Suelen hacer esta acción por la noche, cuando están más activos. Después de un período, las ninfas nacen y se alimentan. Pueden alojarse en residencias humanas.